# Cabanas (Río)
Cabanas (llamada oficialmente San Paio das Cabanas) es una parroquia del municipio español de Río, en la provincia de Orense, Galicia.

## Toponimia
La parroquia también es conocida por los nombres de San Pelagio das Cabanas y San Pelagio de Cabanas.

## Organización territorial
La parroquia está formada por siete entidades de población:

### Entidades de población
Entidades de población que forman parte de la parroquia:
- Airexa (A Airexa)
- A Fonte
- Os Cerdeiros
- O Xunquedo
- Teixeira
- Valados

### Despoblado
Despoblado que forma parte de la parroquia:
- Bexe

## Demografía
| Gráfica de evolución demográfica de Cabanas entre 2000 y 2023 |
|                                                               |
| Datos según el nomenclátor publicado por el INE.              |